# Isosaari (ö i Finland, Birkaland, Nordvästra Birkaland, lat 62,00, long 22,79)
Isosaari är en ö i Finland. Den ligger i sjön Kotojärvi och i kommunen Parkano i den ekonomiska regionen  Nordvästra Birkalands ekonomiska region  och landskapet Birkaland, i den sydvästra delen av landet, 230 km nordväst om huvudstaden Helsingfors. Öns area är 0,8 hektar och dess största längd är 110 meter i nord-sydlig riktning.